# Sorbano del Vescovo
Sorbano del Vescovo è una frazione di Lucca sita circa due chilometri a sud del centro della città.
Confina con i quartieri di San Concordio, Mugnano, Toringo (sito nel territorio comunale di Capannori), Verciano, Sorbano del Giudice.

## Origini del nome
Il toponimo Sorbano deriva dal latino suburbanum e significa, per l'appunto, "luogo fuori della città".

## Storia
La notizia più antica che si ha del paese risale all'anno 839, quando Ghiselprando, un longobardo, acquistava dal vescovo Berengario di Lucca, dei beni in "Suburbano", come testimonia una pergamena conservata nell'Archivio Arcivescovile di Lucca.
Il paese di Sorbano fu un feudo dei vescovi di Lucca fino al XIII secolo, quando dopo una controversia, giudicata dall'imperatore, rinunziarono al privilegio. Nel 1606 la parrocchia di San Lorenzo, in seguito ad una pestilenza che decimò la popolazione, venne istituita in vicariato perpetuo, il cui parroco era il vescovo di Lucca "pro tempore", il quale provvedeva personalmente alla nomina di un suo vicario. Tale situazione canonica è rimasta inalterata fino al 1975.
La comunità di Sorbano, al pari delle altre frazioni della repubblica di Lucca, era Comune con statuto approvato del senato della Repubblica, con a capo un capitano del Popolo, due governatori ed un parlamento comunitativo, nel quale entravano a far parte i capi famiglia del paese. L'ultimo testo statutario del Comune risale al 1794. Il comune venne abolito nel 1799 con l'arrivo a Lucca dei francesi.

## Monumenti e luoghi d'interesse

### Architetture religiose
La chiesa parrocchiale, dedicata a san Lorenzo Martire, risale al XVI secolo, ma fu costruita su una più antica di minori dimensioni. In essa sono custodite tre tele di Gaspare Mannucci, del XVI secolo ed una croce in argento del XV secolo. L'archivio parrocchiale inizia dal 1568. Nella chiesa parrocchiale è presente la confraternita della Madonna degli Angeli e San Marco Evangelista, fondata dalla fusione di due precedenti confraternite nel 1560.

### Architetture civili
Il centro abitato si snoda lungo la via principale che l'attraversa. I caseggiati più antichi sono raggruppati sullo stile delle corti tipiche della pianura lucchese. Le corti più sviluppate del quartiere sono: corte Ghiselli, corte Lazzari, corte Davini, corte Lorenzi, corte Ferranti, corte Giorgi, corte Galli, corte Nucci.
Nei pressi della chiesa vi è l'antica villa Arcivescovile, che oggi presenta una struttura di epoca ottocentesca, notevolmente manomessa ed è di proprietà privata. Sino alla fine del '700 serviva come residenza agreste degli arcivescovi di Lucca.
L'altra villa, privata e settecentesca, detta dei Conti Talenti e con antistante oratorio dedicato all'Immacolata Concezione, si trova nella zona nord della frazione. La villa ha mantenuto l'aspetto in stile lucchese, con giardino e ninfeo.

## Cultura

### Istruzione

#### Scuole
Nel territorio del paese vi sono una scuola per l'infanzia e una scuola elementare.